# Distrito de Malvas
El distrito de Malvas es uno de los cinco que integran la provincia de Huarmey ubicada en el departamento de Ancash en el Perú. Limita por el Norte con el distrito de Succha, por el Noroeste con el distrito de Huayán, por el Suroeste con el distrito de Huarmey, por el Sur con el distrito de Cochapetí y por el Sureste con el distrito de Cotaparaco.

## Historia
Tiene la categoría de distrito desde el 10 de febrero de 1892, cuando se creó mediante ley dada en el gobierno del Presidente Remigio Morales Bermúdez,  dentro de la Provincia de Huaraz, escindiéndolo del Distrito de Cotaparaco e incluyendo a los pueblos y caseríos de Cochapetí, Carhuayoc, Huancor, Huayauri, Carmocho, Huacap, Huaichay, Chancho, Corpora, Ocop, Supirim y demás estancias. 
Antes de que se creara la actual Provincia de Huarmey en 1984, a donde hoy pertenece, el distrito perteneció a la Provincia de Aija cuando se creó en 1936. Sin embargo, treinta años después, los distritos de Succha, Malvas, Huayán y Cochapetí) empezaron a buscar separarse al no contar con recursos administrativos ni postas médicas accesibles para llevar a los enfermos hasta el pueblo de Aija, capital de la provincia del mismo nombre. Por eso los cuatro distritos impulsaron la creación de la nueva provincia de Huarmey.

## Geografía
El distrito de Malvas pertenece a la provincia de Huarmey, departamento de Ancash, Perú
. Su capital es el pueblo de Malvas se ubica a 3 106 m s. n. m.

## Autoridades

### Municipales
- 2022 - 2023[1]
  - Alcalde: Elvis Roland Corcino Osorio, del Partido Alianza para el Progreso
  - Regidores:

  1. Teresa Estela Pérez Toledo (Alianza para el Progreso)
  2. Leopoldo Martín Cuentas Figueroa (Alianza para el Progreso)
  3. Karina Beatriz Alvarado Paredes (Alianza para el Progreso)
  4. Llaham Carlos Gomero Inocente (Alianza para el Progreso)
  5. Elisea Maritza Rodríguez Alejo (Alianza para el Progreso)

Alcaldes anteriores
- 1987 - 1989: Benicio Bravo Rosales, del Partido Aprista Peruano.
- 1990 - 1992: Esteban P. Cotillo Medrano, del Partido Popular Cristiano.
- 1993 - 1995: Esteban Cotillo Medrano, del Partido Popular Cristiano.
- 1996 - 1998: Guino Washington Rodríguez Bravo, de L.I. Nro  3 Reconstrucción Provincial.
- 1999 - 2002: Eleodoro Ulderico Núñez Papa, de Nuevas Decisiones.
- 2003 - 2006: Héctor Hugo Maldonado Colonia, del Movimiento Independiente "Arriba Huarmey".
- 2007 - 2010: Héctor Hugo Maldonado Colonia, de Alianza Regional Áncash.
- 2011 - 2012: Jorge Armengol Rodríguez Bravo, del Movimiento Independiente Regional Río Santa Caudaloso.
- 2012 - 2014: Manuel Santiago Peñaloza Huerta, del Movimiento Independiente Regional Río Santa Caudaloso.[3]
- 2015 - 2018: Reimundo Lolo Robles Huerta, de Lindo Huarmey.
- 2019 - 2022: Edwin Jony Figueroa Toledo, del Democrático Somos Perú.